# Batteria Friedrich August
La batteria Friedrich August è stata un'installazione militare sita in località La Trésorerie, vicino a Wimille, nel dipartimento di Pas de Calais, realizzata durante il corso della seconda guerra mondiale dalla Kriegsmarine tedesca, e destinata a colpire obiettivi nell'Inghilterra meridionale e nel canale della Manica.

## Storia
Alla fine della prima guerra mondiale, sei pezzi Skoda 30,5 cm SK L/50 su affusti Bettungsschiessgerüst (BSG) (piattaforme di tiro) furono installati sull'isola di Wangerooge, formando la Batteria "Friedrich August".
Nel 1935, in seguito alla denuncia del trattato di Versailles da parte della Germania, tre cannoni Skoda da 305 mm furono installati sull'isola di Helgoland, entrando in servizio come Batteria "von Schröder" nel 1938.
Subito dopo la fine della campagna di Francia, e in vista del prossimo sbarco in Inghilterra (Operazione Seelowe), l'alto comando tedesco decise di costruire una batteria di cannoni a lunga gittata presso Le Trésorerie, vicino a Wimille nel dipartimento del  Pas de Calais. Per armare questa nuova unità venne deciso il trasferimento in Francia dei tre pezzi Skoda 30,5 cm SK L/50 della Batteria von Schröder, che fu ridesignata "Friedrich August". Per l'installazione dei singoli pezzi fu inizialmente adottata la soluzione in barbetta a cielo aperto, che consentiva un arco di brandeggio di 360°, e la batteria fu dichiarata operativa il 15 agosto 1940, al comando del kapitänleutnant Franz Diekmann.
I cannoni da 305/50 adibiti a difesa costiera utilizzavano una carica costituita dal propellente RP C/32 del peso di 85,4 kg e con una carica secondaria di 41,6 kg. Dopo il 1942 le cariche furono aumentate a 121,5 kg RP C/38 per i proietti perforanti ed a 143 kg di RP C/38 per gli esplosivi. La velocità alla volata era compresa tra 850–855 m/s, mentre i proietti leggeri da difesa costiera arrivavano a 1.120 m/s. La gittata massima, con il proietto da 405 kg a 45 gradi di elevazione, raggiungeva i 32.000 m. Con il proietto da 415 kg a 49,2 gradi, toccava i 41.300 m, e con il proietto leggero da 250 kg con l'elevazione di 49,1 gradi, la gittata massima era di 51.400 m. Tali gittare consentivano di colpire obiettivi posti nell'Inghilterra meridionale, e obiettivi in navigazione nel canale della Manica.
Adolf Hitler, ritenendo che l'installazione in posizione aperta non fosse sufficiente a garantirne la sicurezza delle armi ordinò personalmente che i cannoni fossero racchiusi da una casamatta in cemento armato che li racchiudeva dai lati e superiormente. Tale sistemazione ne aumentava si la protezione, ma riduceva l'elevazione a 50 gradi, e l'arco di brandeggio a 220 gradi. I lavori di protezione vennero terminati nel corso del 1942.
Quando le sorti della guerra volsero a favore degli Alleati, da offensivo la batteria assunse un ruolo difensivo, entrando pienamente a far parte del Vallo Atlantico che doveva impedire qualsiasi tentativo di sbarco alleato in Europa. Nel 1944 l'intensità dei bombardamenti aerei alleati avviati proprio il giorno prima dello sbarco in Normandia, e il culmine dell'Operazione Fortitude sud, convinsero l'Oberkommando der Wehrmacht (OKW) che il temuto sbarco sarebbe avvenuto principalmente proprio nel settore del Pas de Calais immobilizzandovi numerose unità tedesche li presenti.
Nell'ambito dell'Operazione Wellhit le truppe canadesi attaccarono la Fortezza (Festung) Boulogne, e la batteria fu definitivamente messa a tacere il 17 settembre 1944. Quel giorno le truppe canadesi della 8ª Brigata, appartenente alla 3ª Divisione, appoggiate dai mezzi speciali della 79th Armoured Division britannica, attaccarono e il giorno dopo conquistarono la zona della batteria. I soldati del North Shore Regiment catturarono 500 prigionieri che si erano nascosti nelle gallerie.
Poco tempo dopo i genieri del British Army fecero esplodere le casematte con il loro munizionamento, mettendole per sempre fuori uso. Attualmente la zona dove sorgeva la batteria è di proprietà privata, e non è visitabile se non dietro permesso dei proprietari.

### Fonti
1. ↑  Zaloga 2007, p. 16.
2. ↑  Rolf 1998, p. 38.
3. ↑  Rolf 1998, p. 300.
4. 1 2 3 4  Battlefields ww2.
5. ↑  Rolf 1998, p. 335.
6. 1 2 3 4   Tony DiGiulian, Germany 30,5 cm/50 (12") SK L/50, su navweaps.com. URL consultato il 14 agosto 2009.
7. 1 2 3  Williams 2013, p. 142.
8. ↑   The Atlantic Rampart, su atlanticwall.polimi.it, The Atlantic Wall Linear Museum. URL consultato il 16 agosto 2009.
9. ↑  Jankovic-Potocnik 2012, p. 144.
10. 1 2  McNab 2014, p. 181.
11. ↑  McNab 2014, p. 182.